# Yves Hézard
Yves Hézard (Donzy, 20 d'octubre de 1948) va ser un ciclista francès, que fou professional entre 1971 i 1981. Durant aquest temps aconseguí 27 victòries, sent la més destacada una etapa al Tour de França de 1972. El 1971 havia guanyat el Campionat de França en ruta, però en fou desposseït per haver donat possitiu en un control antidopatge.

## Palmarès
- 1970
  - 1r a la Fletxa d'or (amb Joël Millard)
- 1971
  - 1r al Gran Premi de Roquebrune
  - 1r al Premi de Vailly
- 1972
  - 1r als Quatre dies de Dunkerque i vencedor d'una etapa
  - 1r del Premi de Seignelay
  - 1r del Premi de Saussignac
  - 1r del Premi d'Ambert
  - Vencedor d'una etapa al Tour de França
- 1973
  - 1r del Tour d'Indre-et-Loire i vencedor d'una etapa
  - Vencedor d'una etapa al Tour de l'Aude
- 1975
  - 1r del Premi de Commentry
  - 1r del Premi de Vailly
  - 1r del Premi de Blois
- 1976
  - 1r del Premi de Château-Chinon
  - 1r del Premi d'Angerville
- 1977
  - Vencedor d'una etapa al Tour de Còrsega
- 1978
  - 1r a la Route Nivernaise
  - 1r al Gran Premi de Fourmies
  - 1r al Premi de Seignelay
  - 1r al Premi de Mende
- 1979
  - Vencedor d'una etapa al Tour del Llemosí
- 1980
  - 1r a la París-Bourges i vencedor d'una etapa
  - 1r al Premi de Chamalières
- 1981
  - 1r al Premi de Bourges
  - Vencedor d'una etapa al Tour del Tarn

### Resultats al Tour de França
- 1972. 7è de la classificació general. Vencedor d'una etapa
- 1973. Abandona (13a etapa)
- 1975. 21è de la classificació general
- 1976. 45è de la classificació general
- 1978. 17è de la classificació general
- 1979. 17è de la classificació general
- 1981. 71è de la classificació general

### Resultats al Giro d'Itàlia
- 1979. 44è de la classificació general